# Ján Rajtár
Ján Rajtár (* 4. April 1954 in Tesárske Mlyňany) ist ein slowakischer Provinzialrömischer Archäologe am Archäologischen Institut der Slowakischen Akademie der Wissenschaften zu Neutra. International bekannt geworden ist er durch die langjährige, systematische Erforschung des Donaukastells Iža-Leányvár.

## Laufbahn
Rajtár studierte von 1973 bis 1978 an der Philosophischen Fakultät der Comenius-Universität Bratislava und ab 1978 am Archäologischen Institut in Neutra. 1982 erfolgte dort seine erfolgreiche Prüfung zum Doktor der Philosophie. Später bekleidete er von 1992 bis 2000 gleichfalls an diesem Institut das Amt des Forschungsleiters für prähistorische Geschichte. Während dieser Tätigkeit legte Rajtár 1998 seine Dissertation „Die Krise der römisch-germanischen Beziehungen im zentralen Donauraum während des zweiten Jahrhunderts“ vor und erhielt den akademischen Grad „Kandidat der Wissenschaften“. Ab 2000 war er Mitglied des Wissenschaftlichen Rates seines Instituts und wurde 2006 zum Vorsitzenden dieses Rates berufen.
Seine Spezialgebiete sind die römische Geschichte sowie die provinzialrömische Geschichte im Kontext mit der germanischen Kultur. Im Rahmen seiner Arbeiten erhielt er von 1989 bis 1991 Stipendien von der Alexander von Humboldt-Stiftung in Bonn-Bad Godesberg, dem Institut für Vor- und Frühgeschichte, Fachbereich provinzialrömische und vorderasiatische Archäologie an der Ludwig-Maximilians-Universität München sowie bei der Römisch-Germanischen Kommission in Frankfurt. Von 1999 bis 2003 war er Präsident der Slowakischen Archäologischen Gesellschaft und ist seit 2002 korrespondierendes Mitglied des Deutschen Archäologischen Instituts.
Rajtár ist mit der Prähistorikerin Susanne Stegmann-Rajtár verheiratet.
Der Archäologe war an mehreren internationalen Forschungsprojekten beteiligt, darunter:
- 1992–1996: Erforschung der kurzfristigen römischen Militäranlagen nördlich der mittleren Donau in Zusammenarbeit mit dem DAI.[1][2]
- 1992–1996 Die Bernsteinstraße – ein zentraleuropäisches Projekt
- 1995–1998 Mitarbeit an der Enzyklopädie: Corpus der römischen Funde im europäischen Barbaricum (CRFB), das auf nationaler Ebene durch die Römisch-Germanische Kommission koordiniert wird.[3]
- 2001 Erforschung der Umgebung des Kastells Iatrus in Bulgarien in Zusammenarbeit mit der Römisch-Germanischen Kommission, dem Archäologischen Institut der Bulgarischen Akademie der Wissenschaften zu Sofia und dem Historischen Regionalmuseum in Ruse.
- 2005–2008 Mitarbeit am internationalen Limesprojekt „Grenzen des Römischen Reiches“.

## Veröffentlichungen
- Im Handstreich genommen. Der Fall des Römerlagers von Iža. In: 2000 Jahre Varusschlacht – Konflikt – Varusschlacht im Osnabrücker Land. Theiss, Stuttgart 2009, ISBN 978-3-8062-2279-1.
- Die Grenze in der Slowakei. In: Grenzen des Römischen Imperiums. Zabern, Mainz am Rhein 2006, ISBN 3-8053-3429-X.
- Waffen und Ausrüstungsteile aus dem Holz-Erde-Lager von Iža. In: Journal of Roman Military Equipment 5, 1994 (1996), S. 83–95.
- mit Claus-Michael Hüssen: Zur Frage archäologischer Zeugnisse der Markomannenkriege in der Slowakei. In: Herwig Friesinger, Jaroslav Tejral, Alois Stuppner (Hrsg.): Markomannenkriege – Ursache und Wirkungen. Brünn 1994, S. 217–232.
- mit Klára Kuzmová: Das römische Holz-Erde-Lager in Iža und seine Bautechnik. In: Actes du XIIe Congrès International des Sciences Préhistoriques et Protohistoriques. Band 3. Bratislava 1993, S. 331–336.
- Das Holz-Erde-Lager aus der Zeit der Markomannenkriege in Iža. In: Probleme der relativen und absoluten Chronologie ab Laténezeit bis zum Frühmittelalter. Krakau 1992, S. 149–170.
- mit Klára Kuzmová: 10 Jahre der archäologischen Ausgrabungen in Iža. In: Die Ergebnisse der archäologischen Ausgrabungen beim Aufbau des Kraftwerksystems Gabčíkovo-Nagymaros. Nitra 1990, S. 51–60.
- Anfänge der römischen Bautätigkeit im Vorfeld von Brigetio. In: Hermann Vetters, Manfred Kandler (Hrsg.): Akten des 14. Internationalen Limeskongresses 1986 in Carnuntum. Wien 1990, S. 771–778.
- mit Klára Kuzmová: Bisherige Erkenntnisse zur Befestigung des Römerkastells in Iža. In: Slovenská Archeológia. 34, 1986, S. 185–222.
- mit Klára Kuzmová: Anfänge des Römerlagers in Iža. In: Archeologické Rozhledy 38, 1986, S. 358–377. 459–462.
- Bisherige Ergebnisse der Revisionsgrabung im römischen Kastel von Iža-Leányvár. In: Concilium Eirene XVI, Proceedings of the 16th International Eirene Conference. Band 2. Prag 1983, S. 233–238.